# بوجوو
بوجوو (به صربی: Buđevo) یک روستا در صربستان است که در سینیتسا واقع شده‌است. بوجوو ۴۲٫۵۸ کیلومتر مربع مساحت و ۹۱ نفر جمعیت دارد.